# Jozef Ferenc
Jozef Ferenc (* 2. října 1958) je bývalý slovenský fotbalista, útočník.

## Fotbalová kariéra
V československé lize hrál za Tatran Prešov a Lokomotivu Košice. V československé lize nastoupil v 18 utkáních. V maďarské lize nastoupil za Videoton Székesfehérvár ve 12 ligových utkáních.

## Ligová bilance
| Ročník                                   | Zápasy | Góly | Klub                    |
| ---------------------------------------- | ------ | ---- | ----------------------- |
| 1. československá fotbalová liga 1978/79 | 11     | 0    | Tatran Prešov           |
| 1. maďarská liga 1979/80                 | 5      | 0    | Videoton Székesfehérvár |
| 1. maďarská liga 1980/81                 | 7      | 0    | Videoton Székesfehérvár |
| 1. československá fotbalová liga 1983/84 | 5      | 0    | Lokomotiva Košice       |
| 1. československá fotbalová liga 1984/85 | 2      | 0    | Lokomotiva Košice       |
| CELKEM 1. československá liga            | 18     | 0    |                         |